# Orgelbau Böttner
Orgelbau Böttner ist ein deutsches Orgelbauunternehmen, das seine Werkstatt im hessischen Frankenberg hat und vor allem in Nordhessen zahlreiche neue Orgeln baute.

## Geschichte
Wolfgang Böttner (* 18. Juli 1925 in Kronenberg-Sudberg) erlernte bei Kamp in Aachen den Orgelbau. Anschließend war er von 1951 bis 1957 Geselle bei Euler in Hofgeismar und vertiefte seine Fähigkeiten und Kenntnisse von 1958 bis 1960 bei Kruse in Lohne (Oldenburg). Die Meisterprüfung legte er im Jahr 1959 ab. In Frankenberg begründete er einen eigenen Betrieb im Jahr 1960. Neben anderen Angestellten arbeiteten seine Söhne Stephan Böttner (* 1956 in Hofgeismar) und Christoph Böttner (* 18. Juli 1960 in Lohne; 7. März 2024) in der Werkstatt mit. Stephan Böttner legte 1986 die Meisterprüfung in Kassel ab. Bis 1990 wurden 120 Orgelneubauten gefertigt.
Christoph Böttner absolvierte 1987/1988 einen Vorbereitungskurs zur Meisterprüfung in Ludwigsburg. Im Jahr 1991 legte er die Meisterprüfung in Kassel ab und baute für die ev. Kirche in Wunderthausen sein Meisterstück (II/P/14). Seit 1995 führte er das Unternehmen bis zu seinem Tod fort. Neben Wartungsarbeiten wurden zunehmend Restaurierungen durchgeführt.

## Werkliste (Auswahl)
| Jahr      | Ort                      | Kirche                      | Bild | Manuale | Register | Bemerkungen |
| --------- | ------------------------ | --------------------------- | ---- | ------- | -------- | --- |
| 1961      | Burgwald                 | St. Elisabeth               |      | II/P    | 11       | erster Neubau Wolfgang Böttners                                                                                 |
| 1964      | Rengershausen            | Ev. Kirche                  |      | II/P    | 12       | Neubau Wolfgang Böttner                                                                                         |
| 1964      | Bremen                   | St. Bonifatius              |      | II/P    | 21       | Neubau Wolfgang Böttner                                                                                         |
| 1966      | Cappel (Marburg)         | St. Martin                  |      | II/P    | 18       | Neubau Wolfgang Böttner                                                                                         |
| 1966      | Allendorf (Lumda)        | Zionskirche                 |      | II/P    | 14       | Neubau Wolfgang Böttner                                                                                         |
| 1966      | Wingershausen            | Ev. Kirche                  |      | I/P     | 9        | Neubau Wolfgang Böttner unter Einbeziehung älterer Teile der Vorgängerorgel von Adam Karl Bernhard (1872)       |
| 1967      | Bremen                   | St. Godehard                |      | II/P    | 15       | |
| 1967      | Fronhausen               | Ev. Kirche                  |      | II/P    | 14       | Neubau Wolfgang Böttner                                                                                         |
| 1968      | Cölbe                    | Ev. Kirche                  |      | II/P    | 13       | Neubau Wolfgang Böttner                                                                                         |
| 1968      | Laisa                    | Ev. Kirche                  |      | I/P     | 9        | hinter Prospekt von Gabriel Irle (1761/64) unter Einbeziehung dreier alter Register                             |
| 1969      | Allendorf (Eder)         | Ev. Kirche                  |      | I/P     |          | |
| 1969      | Stadtallendorf           | Herrenwaldkirche            |      | II/P    | 15       | Kirche zum 31. Dezember 2013 entwidmet, Orgel wurde zum Verkauf angeboten.                                      |
| um 1970   | Bellnhausen (Fronhausen) | Kirche Bellnhausen          |      | I/p     | 5        | |
| 1970–1971 | Frankenberg (Eder)       | Liebfrauenkirche            |      | III/P   | 43       | Neubau Wolfgang Böttner                                                                                         |
| 1973      | Biedenkopf               | Freie evangelische Gemeinde |      | I/P     | 11       | Neubau Wolfgang Böttner                                                                                         |
| 1975      | Duisburg                 | Auferstehungskirche (SELK)  |      |         |          | |
| 1975      | Vöhl                     | Martinskirche               |      | II/P    | 19       | Neubau Wolfgang Böttner in das Gehäuse der Vorgängerorgel von Jakob Vogt (1886), überholt 2018 → Orgel          |
| 1977      | Friedensdorf             | Ev. Kirche                  |      | II/P    | 16       | Neubau Wolfgang Böttner; drei leere Schleifen zum Ausbau vorbereitet                                            |
| 1977      | Biedenkopf               | Hospitalkirche              |      | II/P    | 18       | Neubau Wolfgang Böttner hinter dem Prospekt der Orgel der Schlosskapelle in Breidenstein von Adam Eifert (1904) |
| 1978      | Caldern                  | Nikolaikirche               |      | II/P    | 20       | Neubau Wolfgang Böttner hinter dem historischen Prospekt von Johann Christian Rindt (1702)                      |
| 1979      | Friedberg (Hessen)       | Ev. Gemeindezentrum West    |      | I/p     | 5        | Neubau Wolfgang Böttner                                                                                         |
| 1980      | Wehrda (Marburg)         | Trinitatiskirche            |      | II/P    | 23       | Neubau Wolfgang Böttner                                                                                         |
| 1981      | Wehrshausen (Marburg)    | Marienkirche                |      | I/P     | 8        | Neubau Wolfgang Böttner                                                                                         |
| 1982      | Schreufa                 | Ev. Kirche                  |      | I/P     | 13       | Neubau Wolfgang Böttner unter Verwendung ursprünglicher Pfeifen                                                 |
| 1984/85   | Dautphe                  | Martinskirche               |      | II/P    | 22       | Erweiterungsumbau der Orgel von Friedrich Euler (1961) durch Wolfgang Böttner                                   |
| 1985      | Haina (Kloster)          | Winterkirche                |      | II/P    | 12       | Neubau Christoph Böttner                                                                                        |
| 1988      | Wulfen-Barkenberg        | St. Barbara                 |      | II/P    | 24       | Neubau Wolfgang Böttner                                                                                         |
| 1989      | Hesel                    | Kreuzgemeinde (SELK)        |      | II/P    | 12       | Neubau Wolfgang Böttner                                                                                         |
| 1990      | Oberursel                | St. Johannes (SELK)         |      | II/P    | 14       | Neubau Wolfgang Böttner                                                                                         |
| 1991      | Wunderthausen            | Ev. Kirche                  |      | II/P    | 14       | Meisterstück Christoph Böttner                                                                                  |
| 1995      | Weipoltshausen (Lohra)   | Ev. Kirche                  |      | I/P     | 10       | Neubau Christoph Böttner                                                                                        |
| 1997      | Gistenbeck               | Ev. Kirche                  |      | II/P    | 15       | Neubau Christoph Böttner                                                                                        |
| 1997      | Celle                    | Concordia-Gemeinde          |      | II/P    | 11       | Neubau Christoph Böttner                                                                                        |
| 1998      | Gisselberg               | Ev. Kirche                  |      | I/P     | 6        | Neubau Christoph Böttner                                                                                        |
| 1998      | Rüchenbach               | Evangelische Kapelle        |      | I/p     | 4        | Neubau Christoph Böttner                                                                                        |
| 1998      | Uelzen                   | Zionskirche                 |      | II/P    | 19       | Neubau Christoph Böttner                                                                                        |
| 1999      | Damshausen               | Ev. Kirche                  |      | I/P     | 7        | Neubau Christoph Böttner                                                                                        |
| 2000      | Melsungen                | Christuskirche              |      | II/P    | 12       | Neubau Christoph Böttner                                                                                        |
| 2001      | Baunatal                 | Ev. Kirche                  |      | II/P    | 10       | Neubau Christoph Böttner                                                                                        |
| 2012      | Altenvers                | Neue evangelische Kirche    |      | I/P     | 8        | Neubau Christoph Böttner unter Einbeziehung gebrauchter Register                                                |